# Jugo (Sekaran)
Jugo is een bestuurslaag in het regentschap Lamongan van de provincie Oost-Java, Indonesië. Jugo telt 2162 inwoners (volkstelling 2010).